# Valle Escondido
Valle Escondido är en ort i Mexiko.   Den ligger i kommunen Culiacán och delstaten Sinaloa, i den västra delen av landet, 1 000 km nordväst om huvudstaden Mexico City. Valle Escondido ligger 64 meter över havet och antalet invånare är 530.
Terrängen runt Valle Escondido är huvudsakligen platt, men österut är den kuperad. Runt Valle Escondido är det ganska tätbefolkat, med 104 invånare per kvadratkilometer. Närmaste större samhälle är Villa de Costa Rica, 15,6 km nordväst om Valle Escondido. Trakten runt Valle Escondido består till största delen av jordbruksmark.